# Alexander Aubert

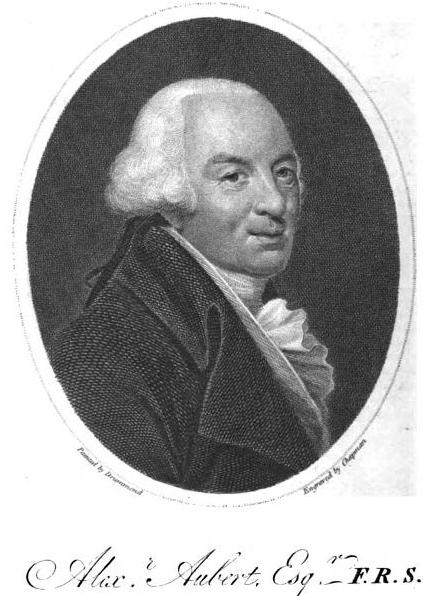
Alexander Aubert, 1798

Alexander Aubert (* 11. Mai 1730 in London; † 19. Oktober 1805 ebenda) war ein englischer Amateurastronom und Geschäftsmann.

## Leben
Alexander Aubert entstammte einer Hugenotten-Familie, die nach der Aufhebung des Edikts von Nantes  im Jahr 1685 Frankreich verlassen musste und sich in London niederließ. Bereits als Jugendlicher interessierte er sich für Astronomie, ging jedoch für eine kaufmännische Ausbildung nach Genf und später nach Italien. 1751 kehrte er nach London zurück und trat in das Geschäft seines Vaters ein. 1753 wurde er Direktor und einige Jahre später Gouverneur der London Assurance Company.
Sein Vermögen ermöglichte es ihm, im Laufe seines Lebens in der Nähe von London zwei private Observatorien errichten zu lassen. Sein Interesse galt speziell der Beobachtung von Planeten und Meteoren. 1772 wurde Aubert zum Fellow der Royal Society gewählt.
1793 wurde er als Ehrenmitglied in die Russische Akademie der Wissenschaften in St. Petersburg aufgenommen.

## Schriften (Auswahl)
- Alexander Aubert: Transit of Venus over the Sun, observed June 3, 1769, by Alexander Aubert, in Austin Friars, London, three seconds of time east of St. Paul's, with a cassegrain reflector of J. Short, having a metal of two feet focal length, and magnifying about 110 times. In: Philosophical Transactions of the Royal Society of London. Band 59, 1769, S. 378, doi:10.1098/rstl.1769.0051.
- Alexander Aubert: An account of the meteors of the 18th of August and 4th of October, 1783. In: Philosophical Transactions of the Royal Society of London. Band 74, 1784, S. 112, doi:10.1098/rstl.1784.0011.